# Buckow (Dahme/Mark)
Buckow è una frazione della città tedesca di Dahme/Mark.

## Storia
Il comune di Buckow venne aggregato il 31 dicembre 2001 alla città di Dahme/Mark.